# Dublin County (circonscription britannique)
Pour les articles homonymes, voir Dublin.
Dublin County est une circonscription électorale du Royaume-Uni de Grande-Bretagne et d'Irlande, de 1807 à 1885.
En 1885, la circonscription est divisée en deux circonscriptions : Dublin County South et Dublin County North.